# 104 Девы
104 Девы (лат. 104 Virginis), HD 126722 — двойная звезда в созвездии Девы на расстоянии приблизительно 240 световых лет (около 73,9 парсек) от Солнца. Визуальная звёздная величина звезды — +6,161m. Возраст звезды определён как около 432 млн лет.

## Характеристики
Первый компонент — белая звезда спектрального класса A0, или A1V, или A2IV, или A2V. Масса — около 1,808 солнечной, радиус — около 1,672 солнечного, светимость — около 12,8 солнечной. Эффективная температура — около 8586 K.
Второй компонент — коричневый карлик. Масса — около 64,5 юпитерианской. Удалён в среднем на 1,852 а.е..